# Wabasso saaristoi
Wabasso saaristoi är en spindelart som beskrevs av Andrei V. Tanasevitch 2006. Wabasso saaristoi ingår i släktet Wabasso och familjen täckvävarspindlar. Inga underarter finns listade i Catalogue of Life.